# Điều khiển không lưu

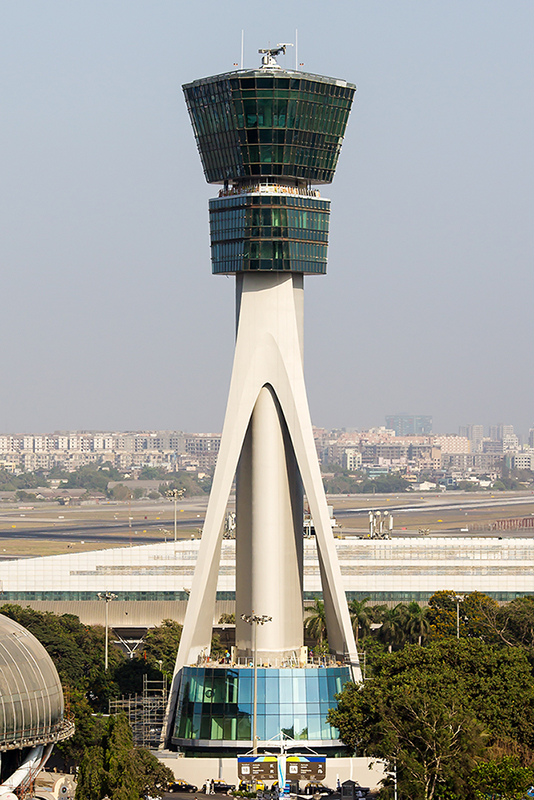
Trạm kiểm soát không lưu tại Sân bay quốc tế Chhatrapati Shivaji (Ấn Độ)

Hệ thống Kiểm soát không lưu, còn gọi là kiểm soát không lưu (tiếng Anh: air traffic control, viết tắt là ATC), hay Điều khiển không lưu là hệ thống chuyên trách đảm nhận việc gửi các hướng dẫn đến máy bay nhằm giúp các máy bay tránh va chạm, đồng thời đảm bảo tính hoạt động hiệu quả của nền tảng không lưu. Nói cách khác, kiểm soát không lưu đảm bảo cho máy bay bay an toàn, điều phối và hiệu quả từ lúc cất cánh đến khi hạ cánh.

## Các bộ phận
Hệ thống Kiểm soát không lưu được chia thành ba khu vực kiểm soát chính: Đài Kiểm soát không lưu (ATC tower - TWR), Cơ quan Kiểm soát tiếp cận (Approach control office - APP) và Trung tâm Kiểm soát đường dài (Area control centre - ACC).

### Đài Kiểm soát không lưu
Còn gọi là Đài kiểm soát tại sân hay Tháp chỉ huy (TWR), chịu trách nhiệm kiểm soát việc lưu thông của máy bay trong khu vực sân bay và vùng phụ cận sân bay, người, xe cộ và các phương tiện hoạt động trên khu hoạt động. TWR chủ yếu kiểm soát việc di chuyển của máy bay từ bãi đậu đến đường băng, hay ngược lại từ đường băng đến bãi đậu và sự di chuyển của máy bay trên đường băng. Thông thường, các TWR ở các sân bay quốc tế phân chia làm hai bộ phận là chỉ huy cất/hạ cánh và chỉ huy lăn. Phân chia trách nhiệm kiểm soát như sau: Chỉ huy lăn chịu trách nhiệm kiểm soát tàu bay lăn trên đường lăn và sân đậu; còn chỉ huy cất/hạ cánh chịu trách nhiệm kiểm soát tàu bay đến hạ cánh, hoặc cất cánh và mọi hoạt động của người, xe cộ hay tàu bay hoạt động trên đường cất hạ cánh.

### Cơ quan Kiểm soát tiếp cận
Cơ quan Kiểm soát tiếp cận (APP) cung cấp các hướng dẫn bay chủ yếu thông qua hệ thống Ra đa dẫn dắt máy bay vào hạ cánh hoặc khởi hành, chịu trách nhiệm quản lý vùng trời có giới hạn ngang khoảng 40 dặm tính từ điểm quy chiếu được quy định tại sân bay, và giới hạn cao khoảng 3.000 mét tính từ mặt đất.
APP thường chỉ có ở các sân bay lớn khi mà tình hình không lưu phức tạp. Tại các sân bay nhỏ thì công tác kiểm soát tiếp cận được hợp chung với đài chỉ huy sân bay đó cung cấp. Công tác kiểm soát tiếp cân lúc này là kiểm soát không ra đa. Tàu bay đến làm phương thức hạ cánh và cất cánh được thiết lập trước cho sân bay đó.

### Cơ quan Kiểm soát đường dài
Cơ quan Kiểm soát đường dài (ACC) chịu trách nhiệm quản lý vùng trời giữa 2 sân bay, chính xác hơn là vùng trời chính giữa còn lại của cơ quan kiểm soát tiếp cận sân bay đi và cơ quan kiểm soát tiếp cận sân bay đến. ACC phụ trách vùng trách nhiệm rộng lớn nhất bao gồm cả trên biển và đất liền. Giữa 2 sân bay sẽ có nhiều bộ phận kiểm soát không lưu đường dài trên đường bay. Mỗi bộ phận này quản lý một phần nhỏ của phần vùng trời giữa kiểm soát tiếp cận sân bay đi và kiểm soát tiếp cận sân bay đến.

## Hoạt động
Làm việc trong các bộ phận kiểm soát này là những Kiểm soát viên không lưu: Kiểm soát viên không lưu tại sân, kiểm soát viên không lưu tiếp cận và kiểm soát viên không lưu đường dài.
Máy bay ban đầu sẽ nhận thông tin về đường băng sử dụng điều kiện khí tượng hiện tại của sân bay khởi hàng và sân bay đến từ tháp điều khiển không lưu ở sân bay đi.Máy bay sau đó di chuyển từ chỗ đậu ra đường băng rồi cất cánh dưới điều khiển của tháp điều khiển không lưu. Sau khi cất cánh, máy bay sẽ chịu sự kiểm soát của bộ phận kiểm soát tiếp cận sân bay. Khi máy bay đạt được độ cao thích hợp, thông thường là 3000 mét (10.000 bộ), bộ phận này sau đó sẽ chuyển điều khiển máy bay cho trung tâm kiểm soát đường dài. Máy bay sẽ được chuyển điều khiển từ bộ phận điều khiển trên đường bay này sang bộ phận điều khiển trên đường bay khác khi đi từ phần không gian này đến phần không gian khác được phân chia bằng các đường biên giới quốc gia hay không phận được quốc tế công nhận, cứ như thế cho đến khi chuẩn bị đến sân bay tới. Khi chuẩn bị đến đích, máy bay sẽ được chuyển điều khiển từ bộ phận điều khiển trên đường bay hiện hành cho bộ phận điều khiển khu vực tiếp cận sân bay của sân bay đến. Máy bay lúc này sẽ được hướng dẫn để giảm độ cao và tiếp cận đường băng của sân bay tới. Sau đó điều khiển sẽ được chuyển giao cho tháp điều khiển không lưu ở sân bay đến cho việc hạ cánh và di chuyển trên đường lăn tới sân đậu.